# Sigismondo di Baviera
Sigismondo di Baviera (26 luglio 1439 – Castello di Blutenburg, 1º febbraio 1501) fu co-reggente, dal 1460 al 1467, del titolo di duca di Baviera.

## Biografia
Sigismondo era figlio di Alberto III di Baviera e della moglie Anna di Brunswick-Grubenhagen-Einbeck. Resse il Ducato di Baviera dal 1460 insieme al fratello Giovanni IV di Baviera. Alla morte del fratello, nel 1463, resse il Ducato fino al 1467, anno in cui abbandonò il governo e tenne per sé solo i territori del Ducato di Baviera-Dachau. I territori di Baviera-Dachau vennero staccati dal Ducato di Baviera fino alla morte di Sigismondo. Sigismondo volle che venisse fondata una nuova chiesa a Monaco, la Frauenkirche.

## Ascendenza
|                                     |                                    |                                    | Genitori                            |  |  | Nonni |  |  | Bisnonni               |  |  | Trisnonni             |  |
|                                     |                                    |                                    |                                     |  |  |       |  |  | Giovanni II di Baviera |  |  | Stefano II di Baviera |  |
|                                     |                                    |                                    |                                     |  |  |       |  |  | Giovanni II di Baviera |  |  | Stefano II di Baviera |  |
|                                     |                                    | Isabella d'Aragona                 |                                     |  |  |       |  |  | Giovanni II di Baviera |  |  |                       |  |
| Ernesto di Baviera-Monaco           |                                    |                                    |                                     |  |  |       |  |  | Giovanni II di Baviera |  |  |                       |  |
|                                     |                                    | Caterina di Gorizia                | Mainardo VI di Gorizia              |  |  |       |  |  |                        |  |  |                       |  |
|                                     |                                    | Caterina di Gorizia                | Mainardo VI di Gorizia              |  |  |       |  |  |                        |  |  |                       |  |
|                                     |                                    | Caterina di Gorizia                | Caterina di Pfannenberg             |  |  |       |  |  |                        |  |  |                       |  |
| Alberto III di Baviera              |                                    | Caterina di Gorizia                |                                     |  |  |       |  |  |                        |  |  |                       |  |
|                                     |                                    | Bernabò Visconti                   | Stefano Visconti                    |  |  |       |  |  |                        |  |  |                       |  |
|                                     |                                    | Bernabò Visconti                   | Stefano Visconti                    |  |  |       |  |  |                        |  |  |                       |  |
|                                     |                                    | Bernabò Visconti                   | Valentina Doria                     |  |  |       |  |  |                        |  |  |                       |  |
| Elisabetta Visconti                 |                                    | Bernabò Visconti                   |                                     |  |  |       |  |  |                        |  |  |                       |  |
|                                     |                                    | Beatrice Regina della Scala        | Mastino II della Scala              |  |  |       |  |  |                        |  |  |                       |  |
|                                     |                                    | Beatrice Regina della Scala        | Mastino II della Scala              |  |  |       |  |  |                        |  |  |                       |  |
|                                     |                                    | Beatrice Regina della Scala        | Taddea da Carrara                   |  |  |       |  |  |                        |  |  |                       |  |
| Sigismondo di Baviera               |                                    | Beatrice Regina della Scala        |                                     |  |  |       |  |  |                        |  |  |                       |  |
|                                     | Alberto I di Brunswick-Grubenhagen | Ernesto I di Brunswick-Grubenhagen |                                     |  |  |       |  |  |                        |  |  |                       |  |
|                                     | Alberto I di Brunswick-Grubenhagen | Ernesto I di Brunswick-Grubenhagen |                                     |  |  |       |  |  |                        |  |  |                       |  |
|                                     | Alberto I di Brunswick-Grubenhagen | Adelaide di Everstein-Polle        |                                     |  |  |       |  |  |                        |  |  |                       |  |
| Erich I di Braunschweig-Grubenhagen | Alberto I di Brunswick-Grubenhagen |                                    |                                     |  |  |       |  |  |                        |  |  |                       |  |
|                                     |                                    | Agnese I di Brunswick-Lüneburg     | Magnus II di Brunswick-Wolfenbüttel |  |  |       |  |  |                        |  |  |                       |  |
|                                     |                                    | Agnese I di Brunswick-Lüneburg     | Magnus II di Brunswick-Wolfenbüttel |  |  |       |  |  |                        |  |  |                       |  |
|                                     |                                    | Agnese I di Brunswick-Lüneburg     | Caterina di Anhalt-Bernburg         |  |  |       |  |  |                        |  |  |                       |  |
| Anna di Braunschweig-Grubenhagen    |                                    | Agnese I di Brunswick-Lüneburg     |                                     |  |  |       |  |  |                        |  |  |                       |  |
|                                     |                                    | Ottone I di Brunswick-Göttingen    | Ernesto I di Brunswick-Göttingen    |  |  |       |  |  |                        |  |  |                       |  |
|                                     |                                    | Ottone I di Brunswick-Göttingen    | Ernesto I di Brunswick-Göttingen    |  |  |       |  |  |                        |  |  |                       |  |
|                                     |                                    | Ottone I di Brunswick-Göttingen    | Elisabetta d'Assia                  |  |  |       |  |  |                        |  |  |                       |  |
| Elisabetta di Brunswick-Göttingen   |                                    | Ottone I di Brunswick-Göttingen    |                                     |  |  |       |  |  |                        |  |  |                       |  |
|                                     |                                    | Margherita di Berg                 | Guglielmo II di Berg                |  |  |       |  |  |                        |  |  |                       |  |
|                                     |                                    | Margherita di Berg                 | Guglielmo II di Berg                |  |  |       |  |  |                        |  |  |                       |  |
|                                     |                                    | Margherita di Berg                 | Anna del Palatinato                 |  |  |       |  |  |                        |  |  |                       |  |
|                                     |                                    | Margherita di Berg                 |                                     |  |  |       |  |  |                        |  |  |                       |  |